# Rob Herring
Rob Herring   (7 de gener de 1969) és un ex-pilot de motocròs anglès que destacà en competició internacional durant les dècades del 1980 i 1990, etapa durant la qual aconseguí 3 victòries en Grans Premis i 10 Campionats Britànics, a més d'haver integrat la selecció britànica que va guanyar el Motocross des Nations el 1994. La inesperada victòria -era la primera d'un equip britànic a la prova des del 1967- va trencar la ratxa de 13 victòries consecutives al Motocross des Nations de la selecció nord-americana.
Herring va començar a competir a Sud-àfrica, on el seu pare havia emigrat des del Regne Unit. Va tornar al Regne Unit a 17 anys i aquell any mateix ja fou seleccionat per a l'equip britànic del Motocròs de les Nacions (on fou segon), una selecció en què arribà a participar un total de 10 vegades. La temporada del 2000, després de dues fractures de canell en un any, Herring es va retirar definitivament de les competicions. Més tard, va fer d'entrenador de motocròs i es va dedicar a la construcció, fins que va conèixer el coordinador d'especialistes de cinema Gary Powell i aquest li va proposar de fer alguna escena per a Casino Royale (estrenada el 2006). Des d'aleshores, Rob Herring s'ha especialitzat en la preparació d'escenes de pilotatge i persecucions al cinema, encarregant-se de tot el que té relació amb les motocicletes que s'hi fan servir. De vegades, és ell mateix qui hi participa com a pilot, com ara a Quantum of Solace, Skyfall, Spectre i algunes pel·lícules de les sagues Harry Potter i Missió: Impossible.

## Palmarès
Font:
| Any          | Motocicleta  | C. del Món | C. del Món | C. Britànic | C. Britànic |
| Any          | Motocicleta  | 500cc      | 250cc      | 250cc       | 125cc       |
| ------------ | ------------ | ---------- | ---------- | ----------- | ----------- |
| 1987         | Yamaha       | -          | 5è         |             |             |
| 1988         | Yamaha       | -          | 11è        |             |             |
| 1989         | Suzuki       | -          | 15è        | 1r          |             |
| 1990         | Suzuki       | -          | 8è         |             | 1r          |
| 1991         | Honda        | -          | 19è        | 1r          | 1r          |
| 1992         | Honda        | -          | 6è         | 1r          | 1r          |
| 1993         | Honda        | -          | 12è        |             |             |
| 1994         | Honda        | -          | 12è        |             |             |
| 1995         | Honda        | -          | 19è        |             |             |
| 1996         | Honda        | -          | 14è        | 1r          |             |
| 1997         | Honda        | -          | 19è        |             |             |
| 1998         | Honda        | 7è         | 29è        |             |             |
| 1999         | Honda        | 14è        | -          |             |             |
| Total títols | Total títols | 0          | 0          | 4           | 3           |

Notes
1. ↑  Només s'han trobat dades dels 7 campionats britànics aquí recollits. Segons algunes fonts, en guanyà 3 o 4 més.
2. ↑  Open